# Louis Roubaud
Pour les articles homonymes, voir Roubaud.
Louis Roubaud, né le 21 août 1884 à Marseille et mort le 14 octobre 1941 à Lyon, est un journaliste et écrivain français.

## Biographie
Louis Jean Marie Roubaud naît le 21 août 1884 à Marseille, où il étudie au lycée Thiers. Il y enseigne ensuite. Il décède le 14 octobre 1941 à Lyon. Il était le fils de l'avocat Marie Joseph Roubaud et de Marie Madelaine Bérengier, fille de l'architecte marseillais Pierre Marius Bérengier.

## Publications

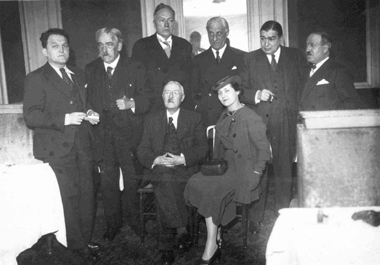
Le premier jury du prix Albert-Londres (Émile Condroyer, Charles Pettit, Ludovic Naudeau, Jacques de Marsillac, Louis Roubaud, Maral Bureau, Pierre Mille, Florise Londres).

- Le Rose et le Gris, 1912, Éditions Figuière.
- Les Enfants de Caïn, 1925, Grasset.
- Le Voleur et le Sphinx, 1926, Grasset.
- Figures de danse, 1926, Les Éditions du Monde Moderne.
- 36 Quai des Orfèvres, 1927, Les Éditions de France.
- Le dragon s'éveille, 1928, éditions Baudinière.
- Au Pays des Mannequins, 1928, Les Éditions de France.
- Music-Hall, 1929, Louis Querelle.
- La Bourse, 1929, Grasset.
- La chose judiciaire, 1930, Grasset.
- Viet-Nam, la tragédie indochinoise, 1931, Librairie Valois.
- Images et Réalités Coloniales, 1931, Éditions Tournon.
- La Bourdonnais, 1932, Librairie Plon.
- Christiane de Saïgon (Récit), 1932, Grasset.
- Démons et Déments, 1933, N.R.F. Gallimard.
- Baltique, Adriatique...Attention, 1933, La Baudinière.
- Pays de Marseille, 1933, N.R.F. Gallimard.
- La Prison de Velours, 1934, N.R.F. Gallimard.
- Mograb, 1934, Grasset.
- Rosy Carpin, Dactylo, 1934, Les Editions Exelsior.
- J'avais peur, 1935, N.R.F. Gallimard.
- Prostitution, Troublante Énigme, 1936, Les Éditions Roger Allou.
- Empire ou Colonies ?, 1936, Plon.
- Un homme nu dans une malle, 1938, Les Éditions de France.
- La Croisade gammée, 1939, Les Éditions Denoël.
- Le Crime des quatre Jeudis, 1945, La Technique du livre(livre publié à titre posthume).